# Kalmar FF
Kalmar Fotbollförening, Kalmar FF, KFF, är en svensk fotbollsförening som bildades i Kalmar den 15 juni 1910.
Föreningen har som sin största framgång hittills ett vunnet SM-guld – säsongen 2008. Man har också vunnit Svenska cupen tre gånger samt efter spel i högsta serien tilldelats stora silvret två gånger, lilla silvret två gånger och brons fyra gånger. Totalt har KFF gjort 37 allsvenska säsonger sedan debuten i Allsvenskan 1949. Föreningen ligger på 13:e plats i den allsvenska maratontabellen, är en av 14 svenska fotbollsföreningar som blivit både svenska mästare och svenska cupmästare och en av 14 föreningar som alltid hållit sig på en av de tre översta serienivåerna.
Mellan 1919 och 2010 spelades föreningens hemmamatcher på Fredriksskans IP. Föreningens nuvarande hemmaarena, Guldfågeln Arena, stod klar till den allsvenska hemmapremiären i april 2011.

## Historik

### Bildandet och de första åren (1910–)
Kalmar FF bildades ursprungligen 1910 under namnet IF Göta, men då namnet redan var upptaget blev man inte intagen i Riksidrottsförbundet. Fotbollslagets center Einar Delborn fick syn på ett fartyg med namnet S/S Gothia i hamnen, och föreningen bytte därefter namn till IF Gothia år 1912. Föreningen engagerade därpå en engelsk sjöman vid namn Shaw som sin förste tränare. År 1916 blev man för första gången distriktsmästare.
Frågetecken finns dock varför Kalmar FF räknar sitt startår som just 1910. Till exempel Klas Palmqvist, tidigare skribent på Östra Småland och mångårig medlem i Kalmar FF:s historiska akademi, har påpekat att redan 1904 bildades föreningen IFK Kalmar (ingen koppling till dagens IFK Kalmar) som senare slogs samman med IF Gothia (se nedan). Faktum är att kortlivade försök att bilda ”ursprungsföreningen” IFK Kalmar skett redan 1895 respektive 1898.
År 1918 beslutade stadens myndigheter att en ny idrottsplats skulle anläggas på Fredriksskansområdet i stället för den gamla som var belägen på den del av Kvarnholmen som i dag är parkeringsplats vid Ängöbron. Fredriksskans Idrottsplats togs därmed i bruk och i samband med detta krävde myndigheterna att antalet idrottsföreningar skulle minskas. IFK Kalmar, bildat 1904 och vinnare av det allra första Smålandsmästerskapet 1907, tog initiativ till en sammanslagning med IF Gothia. Den nya föreningen fick namnet Kalmar Idrottssällskap, KIS, och den nya idrottsplatsen på Fredriksskansområdet togs i bruk vid midsommartid. Någon invigning ansåg man sig dock inte ha råd med så denna fick anstå i 80 år. Först i samband med hemmamatchen mot IFK Norrköping den 20 juni 1999 blev idrottsplatsen officiellt invigd.
Redan från mitten av 1910-talet framstod centern och målspottaren Hjalmar Sivgård (då Pettersson) som föreningens stora spelare. Han förblev föreningen trogen genom alla namnbyten och var ända in på 1930-talet en pålitlig målskytt.
Säsongen 1927/1928 bestämdes att det lag som på våren stod som slutsegrare i den lokala Sydöstra serien skulle infogas i det nationella seriesystem som höll på att byggas ut på nivån under Allsvenskan. IFK Oskarshamn vann serien men lagets hemmaplan höll inte måttet för division II-spel och man ansåg sig inte heller ha råd med de dyra resorna till Skåne och Halland. I stället gick budet med kort varsel till serietvåan Kalmar IS. Att få ihop ett konkurrenskraftigt lag sågs som en angelägenhet för hela staden och många ville slå samman KIS med serietrean Kalmar AIK. KAIK vägrade, men efter hårda förhandlingar den 25 juli på Teaterkällaren vid Larmtorget bestämdes att man skulle släppa sina bästa spelare – på villkor att en ny förening bildades i stället för Kalmar IS. Ur kravet utmejslades till sist den nya föreningen Kalmar Fotbollsförening som med fem före detta KAIK-spelare och sex gamla KIS:are i premiärmatchen den 31 juli sensationellt besegrade de skånska mästarna Malmö FF med 6–0. Storstjärnan Hjalmar Sivgård, som var med redan på IF Götas tid, gjorde första målet. KFF spelade i rödvitrandiga tröjor och röda byxor.
Kalmar FF slutade sitt första spelår som tvåa i serien efter IFK Malmö. Den 20 juni 1928 spelade man sin första match mot utländskt motstånd när tjeckiska proffslaget Viktoria Zizkov från Prag kom på besök och besegrade hemmalaget med 7–4. Hjalmar Sivgård (född 1894), gjorde sin sista match för KFF år 1930. Det sista av hans oräkneliga mål för Göta, Gothia, KIS och KFF fastställde segersiffrorna till 3–0 i hemmamatchen mot Derby den 19 oktober.

### Degradering till tredjedivisionen, spel utomlands
En svårbemästrad generationsväxling gjorde att KFF år 1931 för första gången flyttades ner från näst högsta serien till dåvarande division III. Efter att ha vunnit serien, en poäng före Kalmar AIK, var KFF dock tillbaka i tvåan igen redan året därpå. År 1935 åkte man ändå ner i trean igen och den här gången skulle det ta betydligt längre tid att komma tillbaka. Laget hade nu börjat spela i Kalmar IS gamla dräkt, röda tröjor och svarta byxor.
En 18-årig Gunnar Svensson gjorde sin allra första A-lagsmatch när KFF besegrade Nybro IF med 7–0 i en träningsmatch år 1937. Gunnar blev snart lagkapten och var sedan under 15 år KFF:s mest framträdande spelare. Året därpå, 1938, inledde Gösta Carlsson sin långa tränarepok. Han byggde tålmodigt upp ett lag av unga spelare som drygt tio år senare hade mognat till allsvensk klass.
År 1940 besegrade KFF Alstermo IF med 17–0 på hemmaplan vilket var nytt svenskt målrekord för en seriematch ovanför distriktsnivå. Göte Kolberg gjorde åtta av målen - ett tangerat svenskt rekord. Laget var nu åter klätt i rödvitrandiga tröjor och röda byxor.
I kvalet mot Högadals IS våren 1943 vann lagen först varsin match varpå det blev omspel på neutral plan i Växjö. I 88:e minuten gjorde Stig ”Litzen” Lundström matchens enda mål och KFF var äntligen tillbaka i näst högsta serien igen efter åtta säsonger på den tredje serienivån. På förslag av IFK Kalmars gamle målvakt Eric Brütte döps Kalmar Idrottsplats officiellt om till Fredriksskans Idrottsplats.
För första gången spelade KFF fotboll utomlands när man som Kalmars representant i fotbollsturneringen deltog vid vänortsspelen i danska Silkeborg år 1948. Finska Nyslott (Savonlinna) besegrades med 7–0 och i finalen slogs hemmalaget Silkeborg IF med 4–2. I seriespelet på hösten vann KFF toppmötet hemma mot Örgryte med 2–1 inför hela 8 638 åskådare, nästan dubbelt så många som det förra publikrekordet.

### Debut i Allsvenskan (1949–1955)

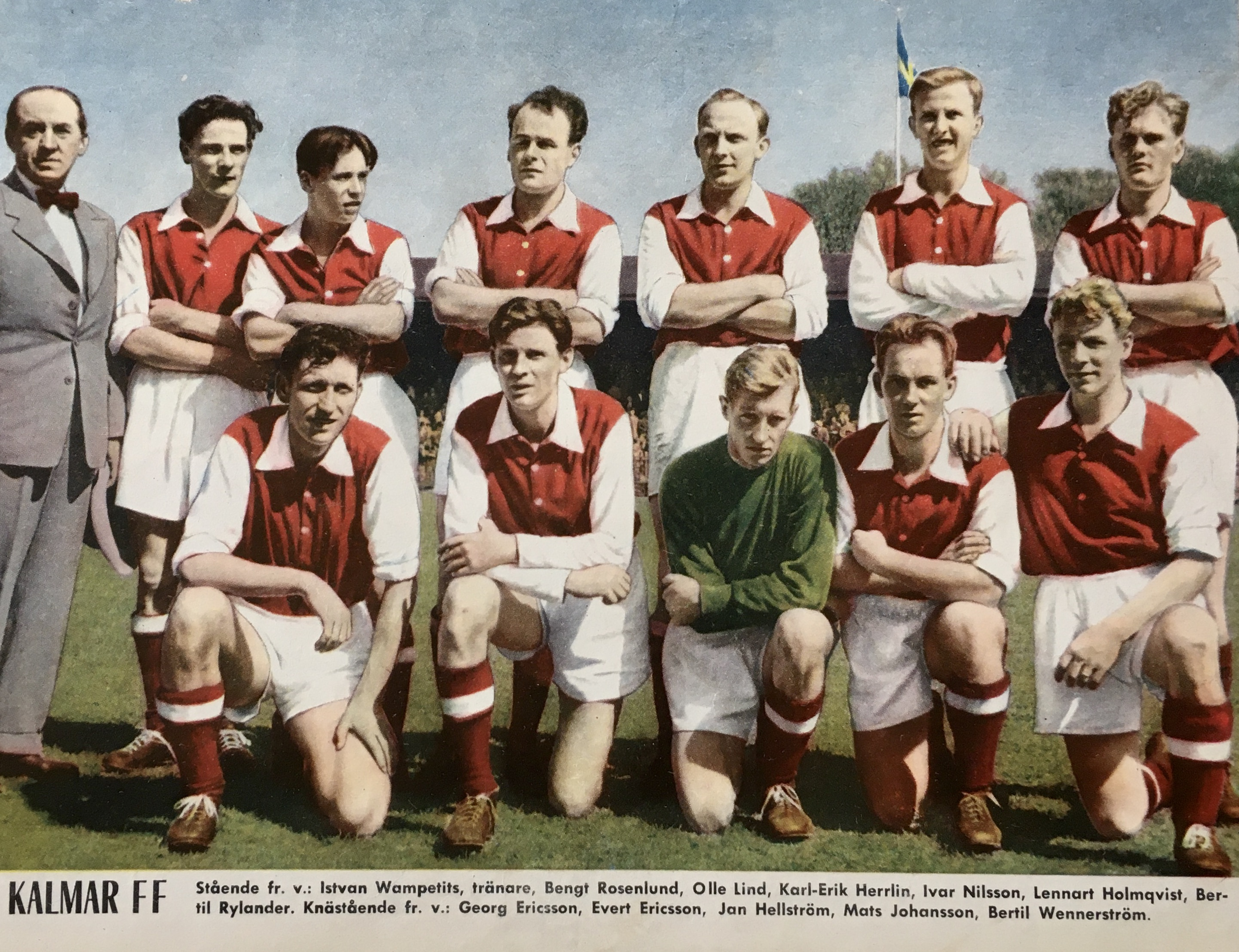
Kalmar FF 1953–54 med tränaren István Wampetits och landslagsmannen Olle Lind i laget.

På Kristi himmelsfärdsdag, den 26 maj, gjorde Rolf Holmström matchens enda mål mot Halmstads BK hemma på Fredriksskans IP. Därmed var Kalmar FF klart för spel i högsta serien när allsvenskan började säsongen 1949/50 (man spelade fortfarande höst/vår). Den 31 juli 1949 spelade föreningen sin första historiska match i Allsvenskan - förlust borta mot Degerfors IF med 2–0 inför 3 859 åskådare på Stora Valla. När Malmö FF kom till Kalmar den 4 september räknades 15 243 åskådare in, den största publik som någonsin samlats på Fredriksskans. MFF vann matchen med 2–1.
I januari år 1950 var KFF på turné i Spanien, där man först spelade 2–2 mot ett B-lagsbetonat Real Sociedad, varpå ligatrean Real Valladolid sensationellt besegrades med 2–0. KFF slutade sitt allsvenska premiärår på niondeplats. Ungraren István Wampetits, tidigare tränare för bland annat Degerfors, AIK och svenska landslaget, tog över KFF inför lagets andra säsong i Allsvenskan, men lyckades inte rädda kvar laget. Han lovade dock att få upp Kalmar FF till högsta serien inom två år; ett löfte han skulle hålla.
1953 nådde KFF kvartsfinal i Svenska cupen efter segrar mot IFK Malmö och IFK Eskilstuna. Sedan blev IFK Norrköping för svåra på bortaplan. Säsongen 1953-54 var laget åter i Allsvenskan och man spelade nu en mycket snabbare, mer modern och teknisk fotboll. Efter den sjunde omgången av säsongen 1953/1954 toppade Kalmar FF för första gången någonsin den allsvenska serietabellen. Anfallaren Olle Lind blev KFF:s förste A-landslagsman genom tiderna när han togs ut till VM-kvalmatchen mot Belgien i Bryssel den 8 oktober (svensk förlust med 2–0). Säsongen 1953/54 hade även Kalmar FF sitt högsta publiksnitt genom tiderna, då det i snitt kom 10 789 personer till de 11 matcherna på Fredriksskans.
I november 1954 reste KFF till Singapore, Malaysia och Indonesien. Man spelade elva matcher på drygt tre veckor, fem vinster och två förluster. 3–1-förlusten mot ett kombinerat lag i Medan på Sumatra lockade 50 000 åskådare, den största publik KFF dittills spelat inför. I seriespelet gick det dock inte lika bra som på turnén. När föreningen säsongen 1954-1955, med endast 17 poäng på 22 matcher, åkte ur Allsvenskan inleddes en över 20 år lång sejour i division 2.

### På fotbollens bakgård (1955–1975)
År 1958 lades seriespelet om till kalenderår och KFF var nära att åka ur tvåan. Kontraktet räddades genom en 4–3-seger borta mot IK Sleipner, där KFF gjorde sina tre sista mål under matchens sista tolv minuter. Sten-Åke ”Kalven” Johansson gjorde debut för A-laget i seriespel. Han hängde sedan med ända till början av 1970-talet. Ingen har gjort så många mål för Kalmar FF som han. KFF förlorade en vänskapsmatch 1959 på Fredriksskans mot Inter – med ”Nacka” Skoglund – med 11–4, enda gången någonsin KFF släppt in ett tvåsiffrigt antal mål.
Kay Wiestål blev ny tränare för Kalmar FF 1975. Säsongen blev en intensiv kraftmätning mellan IFK Göteborg och KFF. När lagen möttes på Nya Ullevi uppgick publiken till 45 951 personer, det största antal åskådare som sett KFF spela i Sverige. Bortalaget vann med 1–0 sedan Jan-Åke Lundberg nickat in segermålet. Även när KFF vann returen i Kalmar med 3–1 var Jan-Åke i fokus; han gjorde två mål själv och passade till det tredje. Seriesegern blev dock inte klar förrän i sista omgången, då Västra Frölunda IF besegrades med 3–2. Kenneth Bojstedts kvittering till 2–2 blev ett av de mest omstridda målen i svensk fotbollshistoria, då göteborgarna hävdade att bollen aldrig varit över mållinjen. Kjell Nyberg gjorde sedan det avgörande målet och Kalmar FF var tillbaka i Allsvenskan efter 20 års frånvaro.

### Tillbaka till finrummet (1976–1982)
År 1976 sparkades Kay Wiestål sedan KFF förlorat borta mot IFK Sundsvall med 9–2. Gamle anfallaren Eiwert Bladh fick ordning på laget igen och comebacksäsongen i Allsvenskan slutade med en oväntad sjätteplats.
Bosse Johansson kom tillbaka som tränare år 1977 och KFF tog nu för första gången någonsin allsvenska medaljer när man slutade trea och därmed fick lilla silvret. Även följande säsongen 1978 gick bra. KFF hamnade på fjärde plats och erhöll därmed de allsvenska bronsmedaljerna. Man spelade också sin första cupfinal genom tiderna. Det blev dock förlust mot Malmö FF som vann med 2–0 efter förlängning.
Föreningen vann 1981 för första gången Svenska cupen efter en 4–0-seger mot IF Elfsborg på Råsunda fotbollsstadion. I serien tvingades man till kval mot IFK Eskilstuna. Kalmar vann matchen och man höll sig kvar i högsta serien. Lika bra skulle det inte gå året därpå. Säsongen 1982 var laget tvunget att spela kvalspel igen och den här gången åkte KFF ur högsta serien efter att ha förlorat mot Gefle IF både borta och hemma.

### Upp och ner (1983–1988)
Första seriederbyna mot Kalmar AIK på 25 år spelade år 1983 och slutade med KAIK-vinst på våren (1–0) och KFF-vinst på hösten (3–0). KFF vann södertvåan och det engelska nyförvärvet Billy Lansdowne blev seriens skyttekung med 16 fullträffar. Benno Magnusson avgjorde sedan kvalmatchen mot Djurgårdens IF på Fredriksskans när han placerade in 3–1 på straff. Efter matchen attackerades KFF-spelarna av besvikna djurgårdsfans och rödvita supportrar utsattes för misshandel.
År 1985 firade man 75 år och slutade på en andraplats i Allsvenskans grundserie (efter Malmö FF), föreningens dittills högsta placering någonsin. År 1986 åkte KFF ur Allsvenskan. Året därpå blev man ändå cupmästare sedan Gais finalbesegrats med 2–0. Men det var göteborgarna som vann söderettan – som näst högsta serien döpts om till detta år – medan KFF trillade ner till tredje serienivå, där man inte befunnit sig sedan 1943. Bara några dagar efter att degraderingen blivit ett faktum slog KFF i Cupvinnarcupen portugisiska ligatrean Sporting Lissabon med 1–0 på Fredriksskans. Torbjörn Arvidsson nickade in målet i slutminuterna.
Efter en besvärlig inledning på säsongen 1988 fick gamle KFF-kaptenen Börje Axelsson ta över som tränare och kunde till sist leda laget till serieseger och återkomst till Söderettan. Den avslutande 5–0-segern borta mot Jönköpings Södra IF blev den sista KFF-matchen inte bara för Billy Lansdowne utan även för en av de största KFF-legendarerna genom tiderna, Johny Erlandsson, som kommit till Kalmar från Kosta redan inför säsongen 1973.

### Planerade återtåg (1989–2000)
Under nye irländske tränaren Patrick Walker slutade KFF på andra plats i Söderettan år 1994 och fick kvala mot Hammarby IF. Det blev dock förlust hemma och oavgjort borta. I returen på Söderstadion gjorde en ung Henrik Rydström sin A-lagsdebut. KFF satte så småningom upp målet att åter spela i Allsvenskan. Man anställde en gedigen tränare i Karl-Gunnar Björklund och med en väl planerad "trestegs-raket" skulle man nå landets högsta serie 1995. Men planen kraschlandade och Björklund lämnade föreningen i förtid för Örgryte IS. År 1996 var katastrofen ett faktum då Kalmar för andra gången på åtta år ramlade ner i division två.
Föreningen genomgick nu ett stålbad, både ekonomiskt och träningsmässigt. Den nygamle tränaren och före detta spelaren Kjell Nyberg lade med stenhård disciplin grunden för det "nya Kalmar FF" och 1997 vann föreningen division två obesegrade med 15 poängs marginal till tvåan Nybro IF. Nyberg lämnade efter utfört uppdrag över tränarsysslan till den betydligt mjukare och filosofiske Nanne (då "Kurt-Arne") Bergstrand som spelat i KFF 1981–1982. Truppen anammade dock även den nye tränarens metoder och redan första året i division ett tog man klivet upp i Allsvenskan. I den avslutande matchen, inför 9900 betalande åskådare hemma på Fredriksskans, fick man 0–0 mot Åtvidabergs FF vilket räckte för avancemang.
År 1999 spelade KFF för första gången på tolv år i Allsvenskan. Sejouren blev dock bara ettårig då föreningen trots en stark start (då man till och med ledde serien) åkte ur via kvalspel mot Gais. Man hamnade nu i den nybildade Superettan. Tränare Bergstrand, som redan under sommaren skrivit på för seriekonkurrenten Helsingborgs IF, lämnade föreningen efter säsongens slut.
Målet år 2000 var ett snabbt återtåg till Allsvenskan. Men spelet stämde inte och man var till sist nära att åter förpassas till div 1 (tidigare div 2), men via ett segermål i slutminuterna i säsongens sista match (3–2-seger över IF Sylvia) av den lojale inhopparen Joachim Lantz räddades kontraktet i sista stund. Lantz fick efter målet av FF-fansen tillnamnet "Jesus" – räddaren. Efter värvningarna av bland andra Lasse Johansson och Lucas Nilsson klarade föreningen sitt mål 2001 och var nu åter allsvenskt. Stabiliteten fanns dock inte riktigt och avsaknaden av en riktig målskytt gjorde att man fick ett direkt respass ner i Superettan.

### En ny era (2001–2009)
År 2003 gjordes åter en seriös satsning på att nå Allsvenskan. Nanne Bergstrand togs tillbaka som huvudtränare och det "brasilianska spåret" med kvalitativa värvningar från Sydamerika blev föreningens strategi för att skaffa sig "spetskompetens". Ynglingarna Daniel Mendes och Dudu hämtades till Fredriksskans och blev en starkt bidragande orsak till att Kalmar FF för tredje gången på sex år tog sig tillbaka till Allsvenskan.
Visa av tidigare misstag med att etablera sig i högsta serien hyrde föreningen inför comebacken tre nya brasilianska spelare; de etablerade Dedé Anderson och Fabio Augusto tillsammans med den talangfulle César Santin. Samma säsong återvände också Tobias Carlsson och Svante Samuelsson till föreningen. Kalmar FF svarade för en stark säsong och slutade femma i serien och missade med en hårsmån en plats i den nystartade nordiska turneringen Royal League. Föreningen bytte nu styrelseordförande för första gången på tolv år. Ronny Nilsson avgick och lämnade över till Tommy Strandman.
För första gången på 20 år tog KFF allsvenska medaljer när man slutade trea i serien år 2005. På vägen dit tog man sin största allsvenska seger någonsin: 7–0 borta mot Assyriska. Royal League-deltagandet innebar att KFF spelade internationella tävlingsmatcher igen, något man inte gjort sedan 1980-talet. Höjdpunkten blev när ett stjärnspäckat FC Köpenhamn förlorade en decembermatch på Fredriksskans då Cesar Santin gjorde det enda målet. År 2006 blev åter en stabil säsong som slutade med ett Kalmar FF på en femteplats i tabellen.
År 2007 vann KFF Svenska Cupen efter en finalvinst på hemmaplan mot IFK Göteborg med 3–0. Målen gjordes av César Santin (2) och den nya värvningen Patrik Ingelsten. Kritik från Göteborgs-håll menade att datumet varit gynnsamt för KFF, men Kalmars tränare Nanne Bergstrand svarade bryskt att "[...] Det hade nog inte hjälpt om dom inte haft match på en månad, dom hade inte besegrat oss idag." I Allsvenskan 2007 slutade KFF tvåa, efter tio raka matcher utan förlust inför slutomgången.

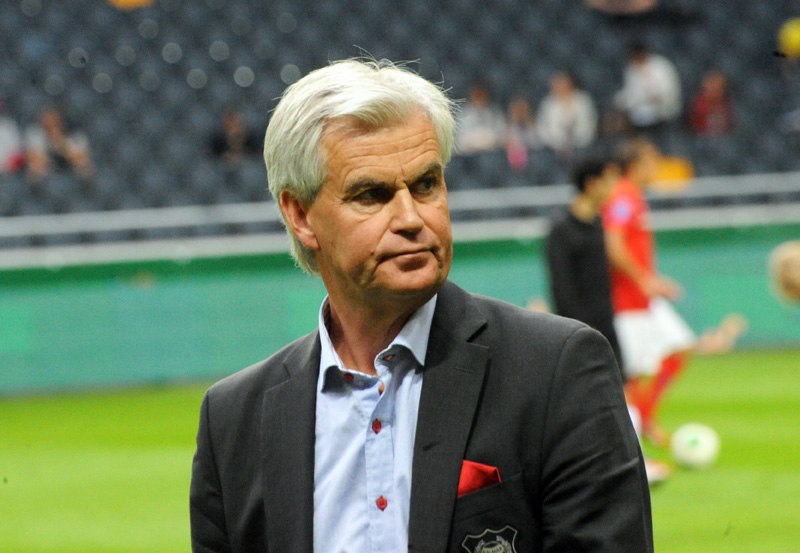
Nanne Bergstrand ledde säsongen 2008 föreningen till dess första SM-guld

Inför Allsvenskan 2008 hade många experter utsett Kalmar FF till guldfavorit, bland annat 10 av de 16 allsvenska fotbollstränarna. Tränare Bergstrand försökte avfärda detta som ren taktik av de mer etablerade storlagen ("Etablissemanget" som han envist kallade det), men det visade sig snart att tipset nog skulle kunna slå in. Kalmar tog efter omgång fyra över serieledningen och fortsatte att hålla den trots att man under sommaren tappade en av sina viktigaste spelare, brasilianaren César Santin som lämnade för FC Köpenhamn.
Man stod dock inte och föll med förlusten av den kvicke brassen. Under de senaste åren hade man inte köpt dyra tillskott, utan värvat klokt – och inte minst lokalt. De tre bröderna Elm hade en närmast sensationell utvecklingskurva och gjorde i match efter match avgörande insatser. Mellanbrodern Viktor Elm, som under året fick prova på landslagsspel, var lagets kanske viktigaste spelare och ansågs av en del vara Allsvenskans bästa spelare år 2008. Även den yngste brodern Rasmus och storebror David bidrog stort till Kalmar FF:s framgångsrika år.
I laget hade man också årets allsvenska skyttekung, Patrik Ingelsten, som funnit sig tillrätta efter några tunga år i Halmstad BK. Under Nannes vingar blommade den snabbe smålänningen ut och när han i sista omgången, på Örjans vall mot sin forna klubb, gjorde sitt 19:e mål för året betydde det inte bara personlig revansch utan även 2–2 i matchen och att Kalmar FF hade säkrat sitt första SM-guld i historien. Viktor Elm lämnade som Bosmanfall Kalmar för nederländska SC Heerenveen efter säsongen.
År 2009 tog man en tidig titel när IFK Göteborg besegrades med 1–0 i Svenska Supercupen 21 mars på Gamla Ullevi. Nygamle Daniel Mendes gjorde enda målet.
Den allsvenska säsongen 2009 började svagt. Under säsongen lämnade dessutom de båda kvarvarande bröderna Elm, David och Rasmus, Kalmar för proffsspel ute i Europa. Men KFF visade lagstyrka och slutade till sist på fjärde plats i serien som AIK vann. Man knep därmed en bronsmedalj och Europacup-spel även år 2010.
Den 12 december 2009 togs, efter många turer med bland annat överklaganden till länsrätten, det första spadtaget till en ny fotbollsarena, Kalmar Arena (som senare via sponsoravtal kom att få namnet Guldfågeln Arena), gemensamt av hundratals rödvita supportrar. Bygget beräknades kosta 250 miljoner och stod färdigt till säsongsstarten 2011.

### Efter de framgångsrika åren (2010–2020)
År 2010 firade KFF föreningens 100-årsjubileum. Seriespelet gick dock sämre än vad man de senaste säsongerna vant sig vid. En slutlig niondeplats blev den sämsta placeringen sedan återkomsten till Allsvenskan 2004.
Säsongen 2011 stod, efter idogt arbete in i det sista, föreningens nya toppmoderna fotbollsarena, Guldfågeln Arena, klar lagom till hemmapremiären den 11 april. Inför en utsåld arena betvingade man Djurgårdens IF med 3–2 i en svängig match där ett av årets nyförvärv, Kristoffer Fagercrantz, blev den historiske förste målgöraren för hemmalaget (dessförinnan hade DIF haft ledningen med 1–0) på den nya arenan.
Samma år som Guldfågeln Arena invigdes gick KFF återigen långt i Svenska Cupen, där Helsingborg blev för svåra i finalen. Efter säsongen 2013, där Kalmar slutade 4:a, var det dags för stora förändringar. Allsvenskans bästa målvakt Etrit Berisha såldes redan under sommaren till Lazio och trotjänarna Rydström och Bergstrand sade adjö. Kalmar hade svårt att hitta flytet från föregående åren och kostnaderna för den nya arenan började tynga laget som varje år hamnade längre ner i tabellen, detta trots att flera återvändare från Guldlaget 2008, däribland de tre bröderna Elm, hittade tillbaka till Kalmar. Kostnaderna för nya arenan blev ohållbara i längden vilket sedermera ledde till att kommunen köpte arenan av KFF . 
Bästa placeringen 2014–2019 blev en sjätteplats i allsvenskan 2016, under Peter Swärds ledning. 2019 kom verkligheten ikapp och KFF klarade kontraktet till Allsvenskan 2020 först i ett nedflyttningskval mot IK Brage. Året därpå, säsongen 2020, placerade sig Kalmar FF återigen på fjortonde plats och fick på nytt spela kvalspel för att hålla sig kvar i Allsvenskan, denna gång mot Jönköpings Södra IF. Efter segrar både i bortamötet på Stadsparksvallen och hemma på Guldfågeln Arena lyckades man behålla sin allsvenska status även denna gång.
Inför säsongen 2019 så kom Magnus Pehrsson in som ny tränare i Kalmar FF tillsammans med Jesper Norberg vilket blev ett stort misslyckande laget slogs i botten av tabellen hela säsongen och efter att ha förlorat hemma mot Falkenberg i den 29 omgången så hamnade Magnus Pehrsson i bråk med arga och besvikna KFF supportrar vilket ledde till Pehrsson avgick. Kalmar FF tvingades kvala sig 2019 och vann kvalet mot Brage 4-2 efter 2-0 seger i Borlänge och 2-2 i Kalmar.
Inför säsongen 2020 återvände Nanne Bergstrand för en fjärde sejour som tränare i klubben. Laget slogs återigen i botten av tabellen och det såg länge ut som laget skulle åka ur direkt men en stark slutspurt gjorde att man tog sig upp på en kvalplats där man i ett smålandsderby besegrade Jönköpings Södra efter 3–1-vinst borta samt 1–0 hemma.
Efter säsongen 2020 beslutade Bergstrand att inte förlänga sitt kontrakt och i november samma år meddelade föreningen att man till ny huvudtränare signerat den återvändande KFF-legendaren Henrik Rydström, som månaden innan lämnat sitt uppdrag som tränare för IK Sirius. Säsongen 2021 blev därmed Rydströms första säsong som officiell huvudtränare för Kalmar FF, bortsett från den kortare perioden då han 2018, under Nanne Bergstrands sjukskrivning, ledde laget under de sista matcherna i Allsvenskan. Med nyförvärv som Oliver Berg, Lars Saetra, Rasmus Sjöstedt och Jonathan Ring gjorde KFF med en passfokuserad fotboll en väldigt stark säsong och slutade på en överraskande sjätte plats.
Kalmar FF gjorde 2022 en väldigt bra säsong med en teknisk fartfylld sevärd och rolig fotboll med Oliver Berg i spetsen så var man med i toppen hela säsongen och landade in på en slutlig fjärde plats med 51 inspelade poäng.                                                                                                                                                                           Sebastian Nanasi kom in på lån från Malmö FF under sommaren och blev omgående en stark injektion i laget.
Ett stort dråpslag för Kalmar FF kom i november 2022 när Henrik Rydström meddelade att han trots kontrakt ville lämna klubben för att istället träna Malmö FF.
Henrik Jensen ersatte Henrik Rydström som huvudtränare för Kalmar FF som återigen gjorde en bra och stabil säsong anförda av spelare som Simon Skrabb Deniz Hummet Mileta Rajovic och slutade på en ny sjätteplats i Allsvenskan.
Förväntningarna på Kalmar FF var inför säsongen höga trots att spelare som Ricardo Fredrich och Deniz Hummet lämnade för Malmö respektive Djurgården.                                                                                                                                                                                                                                                                                             Men KFF fick en väldigt tung start på säsongen ett naivt försvarsspel med vågat spel med bollen i eget straffområde straffades väldigt mycket.                                                                                                                                                                                                          Tränaren Henrik Jensen lämnade klubben under sommaren och flyttade till engelska Burnley Stefan Larsson ersatt men han lyckades inte lyfta upp Kalmar ifrån botten utan säsongen slutade med degraderingen till Superettan 2025 det innebär att en 21 år lång Allsvenskan sejour mellan 2004-2024 är över för Kalmar FF:s del.
Finländaren Toni Koskela presenterades som ny Huvudtränare för Kalmar FF i December 2024.                                                                                    

## Spelare och tränare

### Spelartruppen
(L) - Inlånad spelare
| Nummer      | Land            | Spelare            | Födelsedatum      | Kom från            | Moderklubb               |           |
| Målvakter   | Målvakter       | Målvakter          | Målvakter         | Målvakter           | Målvakter                | Målvakter |
| ----------- | --------------- | ------------------ | ----------------- | ------------------- | ------------------------ | --------- |
| 1           | Sverige         | Samuel Brolin      | 29 september 2000 | AIK                 | IFK Stocksund            |           |
| 30          | Sverige         | Jakob Kindberg     | 7 februari 1994   | Örebro Syrianska IF | IK Sturehov              |           |
| Försvarare  |                 |                    |                   |                     |                          |           |
| 4           | Finland         | Rony Jansson       | 10 januari 2004   | Kalmar FF U         | GrIFK                    |           |
| 6           | Sverige         | Rasmus Sjöstedt    | 28 februari 1992  | Panetolikos         | Färjestadens GoIF        |           |
| 26          | Sverige         | Arash Jafarpour    | 19 mars 2003      | Dalkurd FF          | IFK Uppsala              |           |
| 39          | Norge           | Lars Sætra         | 24 juli 1991      | Tromsø              | Strømsgodset             |           |
| Mittfältare |                 |                    |                   |                     |                          |           |
| 5           | Sverige         | Melker Hallberg    | 20 oktober 1995   | St. Johnstone       | Möre BK                  |           |
| 14          | Elfenbenskusten | Awaka Djoro (L)    | 24 december 2005  | ASEC Mimosas        | Elite Football de Cocody |           |
| 16          | Sverige         | William Andersson  | 28 februari 2006  | Kalmar FF U         | Jämjö GoIF               |           |
| 17          | Sverige         | Carl Gustafsson    | 18 mars 2000      | Kalmar FF U         | IFK Berga                |           |
| 18          | Sverige         | Antonio Kujundžić  | 20 januari 2006   | Dinamo Zagreb       | Trekantens IF            |           |
| 20          | Gambia          | Gibril Sosseh      | 4 februari 2007   | BST Galaxy          | Gambia                   |           |
| 21          | Nigeria         | Abdussalam Magashy | 6 april 1998      | AIK                 | FC Hearts                |           |
| 23          | Sverige         | Robert Gojani      | 19 oktober 1992   | Silkeborg           | IFK Öxnehaga             |           |
| 24          | Sverige         | Wilmer Andersson   | 28 april 2005     | Kalmar FF U         | Rödeby AIF               |           |
| Anfallare   |                 |                    |                   |                     |                          |           |
| 19          | Finland         | Saku Ylätupa       | 4 augusti 1999    | GIF Sundsvall       | LePa                     |           |
| 28          | Sverige         | Abdi Sabriye       | 5 mars 2002       | Ariana FC           | Simon SK                 |           |

#### Utlånade spelare
| Nr | Land    | Pos | Namn                                                        |
| -- | ------- | --- | ----------------------------------------------------------- |
| 22 | Sverige | A   | Ville Nilsson (i Oskarshamns AIK till 31 december 2025)     |
| 27 | Sverige | F   | Arvin Davoudi-Kia (i Oskarshamns AIK till 31 december 2025) |

| Nr | Land    | Pos | Namn                                                     |
| -- | ------- | --- | -------------------------------------------------------- |
| 32 | Sverige | MV  | Casper Andersson (i FK Karlskrona till 30 november 2025) |

#### Tränarstaben 2024
| Position             | Namn              |
| -------------------- | ----------------- |
| Teknisk chef         | Jens Nilsson      |
| Sportchef            | Jörgen Petersson  |
| Tränare              | Stefan Larsson    |
| Assisterande tränare | Jens Karlsson     |
| Assisterande tränare | Emin Nouri        |
| Hjälptränare         | Rasmus Elm        |
| Hjälptränare         | Johan Steglander  |
| Målvaktstränare      | Donald Arvidsson  |
| Lagledare            | Ola Ragnarsson    |
| Analys               | Martin Sjöstrand  |
| Läkare               | Erik Lexne        |
| Läkare               | Anders Linge      |
| Sjukgymnast          | Thomas Johansson  |
| Fysioterapeut        | Ida Wiberg        |
| Performance Coach    | Ludvig Axelsson   |
| Materialare          | Kent Gunnarsson   |
| Materialare          | Niclas Sinnermark |

### Meriter och rekord

#### Topp 10 spelare med flest allsvenska matcher
Spelare i fet stil är fortfarande aktiva i föreningen.
Senast uppdaterad 10 november 2024
| Nr | Namn                   | Karriär   | Matcher | Mål |
| -- | ---------------------- | --------- | ------- | --- |
| 1  | Romario Pereira Sipiao | 2013-2024 | 330     | 35  |
| 2  | Henrik Rydström        | 1999-2013 | 314     | 9   |
| 3  | Emin Nouri             | 2008-2021 | 270     | 1   |
| 4  | Johny Erlandsson       | 1976-1986 | 238     | 61  |
| 5  | Petter Wastå           | 1999-2011 | 235     | 0   |
| 6  | Viktor Elm             | 2006-2020 | 229     | 40  |
| 7  | Tobias Eriksson        | 2009-2018 | 214     | 29  |
| 8  | Ulf Nordenhem          | 1977-1986 | 184     | 12  |
| 9  | Stefan Larsson         | 2007-2017 | 183     | 5   |
| 10 | Lasse Johansson        | 1999-2009 | 179     | 13  |

#### Topp 10 spelare med flest allsvenska mål
Spelare i fet stil är fortfarande aktiva i föreningen.
Senast uppdaterad 10 november 2024
| Nr | Namn                   | Karriär   | Mål | Matcher | Mål/match |
| -- | ---------------------- | --------- | --- | ------- | --------- |
| 1  | Johny Erlandsson       | 1976-1986 | 61  | 238     | 0,26      |
| 2  | Viktor Elm             | 2006-2020 | 40  | 229     | 0,17      |
| 3  | Romário Pereira Sipião | 2013-2024 | 35  | 330     | 0,11      |
| 4  | Abiola Dauda           | 2008-2012 | 33  | 129     | 0,26      |
| 5  | Benno Magnusson        | 1977-1984 | 31  | 150     | 0,21      |
| 5  | César Santin           | 2004-2014 | 31  | 116     | 0,27      |
| 7  | Jan-Åke Lundberg       | 1976-1982 | 29  | 132     | 0,22      |
| 7  | Tobias Eriksson        | 2009-2018 | 29  | 214     | 0,14      |
| 9  | David Elm              | 2007-2017 | 26  | 140     | 0,19      |
| 9  | Patrik Ingelsten       | 2007-2008 | 26  | 55      | 0,47      |

#### Topp 10 spelare med bäst allsvenskt målsnitt för Kalmar FF
Spelare i fet stil är fortfarande aktiva i föreningen. Obs endast spelare med minst 10 allsvenska mål gjorda för Kalmar FF.
Senast uppdaterad 10 november 2024
| Nr | Namn                  | Karriär   | Mål | Matcher | Mål/match |
| -- | --------------------- | --------- | --- | ------- | --------- |
| 1  | Bertil Rylander       | 1953-1955 | 24  | 37      | 0,65      |
| 2  | Marcus Antonsson      | 2015-2016 | 22  | 41      | 0,54      |
| 3  | Ari da Silva Ferreira | 2006-2007 | 18  | 35      | 0,51      |
| 4  | Patrik Ingelsten      | 2007-2008 | 26  | 55      | 0,47      |
| 5  | Dede Anderson         | 2004-2005 | 16  | 35      | 0,46      |
| 6  | Dino Islamovic        | 2024      | 12  | 29      | 0,41      |
| 7  | Peter Karlsson        | 1984-1986 | 25  | 63      | 0,40      |
| 8  | Oliver Berg           | 2021-2022 | 21  | 59      | 0,36      |
| 9  | Olle Lind             | 1950-1955 | 18  | 58      | 0,31      |
| 10 | Ricardo Santos        | 2007-2011 | 22  | 80      | 0,28      |

#### Skyttekungar
| - 2024: Dino Islamovic 12 mål (Allsv) - 2023: Deniz Hümmet och Simon Skrabb 9 mål (Allsv) - 2022: Oliver Berg 9 mål (Allsv) - 2021: Oliver Berg 12 mål (Allsv) - 2020: Isak Magnusson 5 mål (Allsv) - 2019: Nils Fröling 5 mål (Allsv) - 2018: Romario 5 mål (Allsv) - 2017: Romario 8 mål (Allsv) - 2016: Marcus Antonsson 10 mål (Allsv) - 2015: Marcus Antonsson 12 mål (Allsv) - 2014: Måns Söderqvist 10 mål (Allsv) - 2013: David Elm 6 mål (Allsv) - 2012: Abiola Dauda, 14 mål (Allsv) - 2011: Erik Israelsson, 7 mål (Allsv) - 2010: Ricardo Santos, 10 mål (Allsv) - 2009: Rasmus Elm, 9 mål (Allsv) - 2008: Patrik Ingelsten, 19 mål (Allsv) - 2007: Cesar Santin, 12 mål (Allsv) - 2006: Ari Ferreira, 15 mål (Allsv) - 2005: Dedé Anderson, 6 mål (Allsv) - 2004: Dedé Anderson, 10 mål (Allsv) - 2003: Daniel Mendes, 14 mål (SuE) - 2002: Daniel Mobaeck, 7 mål (Allsv) - 2001: Fredrik Gärdeman, 14 mål (SuE) - 2000: Håkan Lindqvist och Daniel Mobaeck, 10 mål (SuE) - 1999: Johan Paulsson och Andreas Thomsson, 7 mål (Allsv) - 1998: Jens Nilsson, 18 mål (Div1) - 1997: Johan Paulsson, 11 mål (Div2) - 1996: Björn Lundberg, 5 mål (Div1) - 1995: Peter Karlsson, 12 mål (Div1) - 1994: Peter Karlsson och Jens Nilsson, 10 mål (Div1) - 1993: Jens Nilsson, 16 mål (Div1) - 1992: Peter Karlsson, 13 mål (Div1) - 1991: Peter Karlsson, 16 mål (Div1) - 1990: Jens Nilsson, 7 mål (Div1) - 1989: Lars Pleijel, 7 mål (Div1) - 1988: Leif Persson, 11 mål (Div2) - 1987: Johny Erlandsson, 6 mål (Div1) - 1986: Peter Karlsson, 10 mål (Allsv) - 1985: Peter Karlsson och Billy Lansdowne, 10 mål (Allsv) - 1984: Johny Erlandsson, 6 mål (Allsv) - 1983: Billy Lansdowne, 16 mål (Div2) - 1982: Johny Erlandsson, 6 mål (Allsv) - 1981: Benno Magnusson, 8 mål (Allsv) - 1980: Benno Magnusson, 5 mål (Allsv) - 1979: Roland Sandberg, 11 mål (Allsv) - 1978: Johny Erlandsson, 12 mål (Allsv) | - 1977: Johny Erlandsson, 8 mål (Allsv) - 1976: Kjell Nyberg, 8 mål (Allsv) - 1975: Jan-Åke Lundberg, 15 mål (Div2) - 1974: Ulf Wennerström, 11 mål (Div2) - 1973: Kjell Nyberg, 13 mål (Div2) - 1972: Kjell Nyberg, 11 mål (Div2) - 1971: Eivert Bladh, 9 mål (Div2) - 1970: Kenneth Bojstedt, 6 mål (Div2) - 1969: Sten-Åke Johansson, 12 mål (Div2) - 1968: Sten-Åke Johansson, 8 mål (Div2) - 1967: Sten-Åke Johansson och Roland Sandberg, 11 mål (Div2) - 1966: Sten-Åke Johansson, 11 mål (Div2) - 1965: Bo Johansson, 15 mål (Div2) - 1964: Christer Hult, 8 mål (Div2) - 1963: Sten-Åke Johansson, 8 mål (Div2) - 1962: Sten-Åke Johansson, 11 mål (Div2) - 1961: Leif Ideström och Sten-Åke Johansson, 12 mål (Div2) - 1960: Sten-Åke Johansson, 11 mål (Div2) - 1959: Olle Lind, 14 mål (Div2) - 1957/58: Rogard Friberg, 20 mål (Div2) - 1956/57: Henry Björn och Ingemar Högberg, 7 mål (Div2) - 1955/56: Olle Lind, 15 mål (Div2) - 1954/55: Olle Lind, 10 mål (Allsv) - 1953/54: Bertil Rylander, 18 mål (Allsv) - 1952/53: Bertil Rylander, 11 mål (Div2) - 1951/52: Olle Lind, 11 mål (Div2) - 1950/51: Ingemar Högberg, 6 mål (Allsv) - 1949/50: Georg Ericsson, 8 mål (Allsv) - 1948/49: Georg Ericsson, 13 mål (Div2) - 1947/48: Georg Ericsson, 13 mål (Div2) - 1946/47: Rolf Holmström och Gunnar Svensson, 10 mål (Div2) - 1945/46: Göte Kolberg, 12 mål (Div2) - 1944/45: Egon Lindahl, 10 mål (Div2) - 1943/44: Hans Gustafsson, 10 mål (Div2) - 1942/43: Göte Kolberg, 27 mål (Div3) - 1941/42: Gunnar Svensson, 9 mål (Div3) - 1940/41: Göte Kolberg, 12 mål (Div3) - 1939/40: Göte Kolberg, 5 mål (Div3) - 1938/39: Arvid Thaung, 7 mål (Div3) - 1937/38: Rolf Köhl, 8 mål (Div3) - 1936/37: Olof Karlzén, 20 mål (Div3) - 1935/36: Arne Lundin, 12 mål (Div3) - 1927/28: Adolf Angner, 19 mål (Sydsvenska S.) - 1923: Hjalmar Sivgård, 10 mål (Sydöstra S.) |

## Historiskt

### Nutida och dåtida profiler
Under följande avsnitt redogörs för historiska Kalmar FF-spelare och -ledare som på olika sätt utmärkt sig.

#### Pensionerade tröjnummer
Två före detta spelare har belönats med att få sina respektive tröjnummer pensionerade: Johny Erlandsson (nummer 15) och Henrik Rydström (nummer 8).
Tröjnummerpensioneringen följer ett principbeslut från Kalmar FF:s styrelse som säger att om en spelare vid tidpunkten då han avslutar sin karriär har spelat flest matcher i Kalmar FF:s historia, ska hans tröjnummer inte användas i framtiden i föreningens A-lag.

#### Wall of Fame
30 tidigare spelare och ledare har fram till 2024 av Kalmar FF:s historiska akademi valts in i föreningens Wall of Fame vilket innebär att de efter särskilt betydelsefulla insatser för föreningen förärats med ett eget porträtt i lokalerna på Guldfågeln Arena. Dessa spelare och ledare är följande:
| - Benno Magnusson - Bengt Kjell - Billy Lansdowne - Bo Johansson - Bo Nilmert - Börje Axelsson - César Santin - Dennis Nilsson - Folke Ellborg - Gunnar Svensson - Gösta Carlsson - Hjalmar Sivgård - Henrik Rydström - Håkan Lindqvist - István Wampetits | - Jan-Åke Lundberg - Jens Nilsson - Joachim Lantz - Johny Erlandsson - Kenneth Bojstedt - Kjell Nyberg - Nanne Bergstrand - Olle Lind - Oscar Jonsson - Petter Wastå - Roland Sandberg - Ronny Nilsson - Ruben "Bua" Alexandersson - Sten-Åke ”Kalven” Johansson - Ulf Nordenhem |

#### Andra nutida och dåtida profiler
Förutom de spelare och ledare som valts in i Wall of Fame (som tenderar att belöna lojalitet samt lång och trogen tjänst) kan följande andra profiler nämnas, personer som inte sällan gjort ett mycket starkt avtryck över en kortare tidsperiod (spelare i fet stil är fortfarande aktiva i föreningen): 
- Tobias Carlsson
- Ingemar Haraldsson
- Bertil Rylander
- Peter Nilsson
- Thomas Sunesson
- Tony Ström
- Patrik Rosengren
- Tony Persson
- David Elm
- Viktor Elm
- Rasmus Elm
- Patrik Ingelsten
- Roland Sandberg
- Peter Karlsson
- Stefan Larsson
- César Santin
- Dede Anderson
- Fabio Augusto
- Arí da Silva Ferreira
- Abiola Dauda
- Etrit Berisha

#### Tränare i Kalmar FF
Kalmar FF fick sin första tränare 1914, en engelsman vid namn Shaw. Kalmar FF har kontinuerligt haft tränare sedan 1936. 
| * | Interimtränare |

| Namn               | Nat. | Tidsperiod                            | Statistik Seriematcher | Statistik Seriematcher | Statistik Seriematcher | Statistik Seriematcher | Statistik Seriematcher | Statistik Seriematcher | Statistik Seriematcher | Titlar | Titlar | Titlar | Titlar | Titlar | Titlar | Titlar |
| Namn               | Nat. | Tidsperiod                            | Matcher                | W                      | D                      | L                      | GF                     | GA                     | Vinst%                 | L1     | L2     | L3     | SC     | DM     | ÖV     | Total! |
| ------------------ | ---- | ------------------------------------- | ---------------------- | ---------------------- | ---------------------- | ---------------------- | ---------------------- | ---------------------- | ---------------------- | ------ | ------ | ------ | ------ | ------ | ------ | ------ |
| Gustaf Andersson   | SWE  | 1936–1938                             | 36                     | 21                     | 4                      | 11                     | 93                     | 67                     | 58,33                  | 0      | 0      | 0      | 0      | 0      | 0      | 0      |
| Gösta Carlsson     | SWE  | 1938–1944, 1945–1946, 1947–1949, 1962 | 184                    | 96                     | 25                     | 63                     | 444                    | 308                    | 52,17                  | 0      | 1      | 1      | 0      | 1      | 0      | 3      |
| Arne Rasmussen     | DEN  | 1944                                  | 11                     | 6                      | 1                      | 4                      | 19                     | 16                     | 54,55                  | 0      | 0      | 0      | 0      | 0      | 0      | 0      |
| Otto Cinadler      | AUT  | 1946–1947                             | 18                     | 10                     | 1                      | 7                      | 36                     | 31                     | 55,56                  | 0      | 0      | 0      | 0      | 0      | 0      | 0      |
| Olle Ericsson      | SWE  | 1949–1950, 1958                       | 45                     | 12                     | 10                     | 23                     | 64                     | 95                     | 26,67                  | 0      | 0      | 0      | 0      | 1      | 0      | 1      |
| István Wampetits   | HUN  | 1950–1955, 1956–1958                  | 134                    | 51                     | 19                     | 64                     | 207                    | 252                    | 38,06                  | 0      | 1      | 0      | 0      | 0      | 0      | 1      |
| Bert Turner        | ENG  | 1955–1956                             | 18                     | 12                     | 3                      | 3                      | 37                     | 25                     | 66,67                  | 0      | 0      | 0      | 0      | 0      | 0      | 0      |
| Sune Andersson     | SWE  | 1959–1961                             | 66                     | 20                     | 16                     | 30                     | 117                    | 141                    | 30,30                  | 0      | 0      | 0      | 0      | 1      | 0      | 1      |
| Bertil Bäckvall    | SWE  | 1963–1966                             | 88                     | 32                     | 15                     | 41                     | 148                    | 166                    | 36,36                  | 0      | 0      | 0      | 0      | 0      | 0      | 0      |
| Bertil Wennerström | SWE  | 1967–1968                             | 46                     | 20                     | 14                     | 12                     | 77                     | 67                     | 43,48                  | 0      | 0      | 0      | 0      | 0      | 0      | 0      |
| Josef Kovacs       | HUN  | 1969                                  | 22                     | 11                     | 5                      | 6                      | 46                     | 36                     | 50,00                  | 0      | 0      | 0      | 0      | 0      | 0      | 0      |
| Lars Arnesson      | SWE  | 1970–1972                             | 66                     | 27                     | 15                     | 24                     | 99                     | 94                     | 40,91                  | 0      | 0      | 0      | 0      | 0      | 0      | 0      |
| Bosse Johansson    | SWE  | 1973, 1977–1978, 1982–1983            | 126                    | 56                     | 33                     | 33                     | 179                    | 130                    | 44,44                  | 0      | 1      | 0      | 0      | 2      | 0      | 3      |
| Göran Andersson    | SWE  | 1974, 1987–1988                       | 52                     | 25                     | 8                      | 19                     | 76                     | 65                     | 48,08                  | 0      | 0      | 0      | 1      | 0      | 0      | 0      |
| Kay Wiestål        | SWE  | 1975–1976                             | 38                     | 24                     | 6                      | 8                      | 62                     | 36                     | 63,16                  | 0      | 1      | 0      | 0      | 0      | 0      | 1      |
| Eivert Bladh       | SWE  | 1976                                  | 14                     | 7                      | 3                      | 4                      | 24                     | 22                     | 50,00                  | 0      | 0      | 0      | 0      | 0      | 0      | 0      |
| Bo Falk            | SWE  | 1979–1981                             | 78                     | 25                     | 19                     | 34                     | 95                     | 110                    | 32,05                  | 0      | 0      | 0      | 1      | 3      | 0      | 4      |
| Allan Hebo Larsen  | DEN  | 1984–1986                             | 66                     | 20                     | 25                     | 21                     | 75                     | 91                     | 30,30                  | 0      | 0      | 0      | 0      | 0      | 0      | 0      |
| Jan Sjöström       | SWE  | 1987                                  | 4                      | 2                      | 1                      | 1                      | 6                      | 3                      | 50,00                  | 0      | 0      | 0      | 0      | 0      | 0      | 0      |
| Börje Axelsson     | SWE  | 1988–1990                             | 74                     | 33                     | 19                     | 22                     | 123                    | 89                     | 44,59                  | 0      | 0      | 1      | 0      | 0      | 0      | 1      |
| Alf Westerberg     | SWE  | 1991–1992                             | 56                     | 28                     | 15                     | 13                     | 102                    | 70                     | 50,00                  | 0      | 0      | 0      | 0      | 0      | 0      | 0      |
| Kalle Björklund    | SWE  | 1993                                  | 26                     | 13                     | 6                      | 7                      | 44                     | 30                     | 50,00                  | 0      | 0      | 0      | 0      | 0      | 0      | 0      |
| Patrick Walker     | IRL  | 1994–1996                             | 70                     | 33                     | 13                     | 24                     | 124                    | 95                     | 47,14                  | 0      | 0      | 0      | 0      | 0      | 0      | 0      |
| Kjell Nyberg       | SWE  | 1996–1997                             | 30                     | 18                     | 9                      | 3                      | 60                     | 22                     | 60,00                  | 0      | 0      | 1      | 0      | 0      | 0      | 1      |
| Nanne Bergstrand   | SWE  | 1998–1999, 2003–2013, 2017–2018, 2020 | 429                    | 192                    | 101                    | 136                    | 720                    | 627                    | 44,76                  | 1      | 2      | 0      | 1      | 0      | 2      | 6      |
| Simon Hunt         | ENG  | 2000                                  | 21                     | 5                      | 6                      | 10                     | 27                     | 29                     | 23,81                  | 0      | 0      | 0      | 0      | 0      | 0      | 0      |
| Ulf Nordenhem      | SWE  | 2000                                  | 2                      | 0                      | 1                      | 1                      | 1                      | 2                      | 00,00                  | 0      | 0      | 0      | 0      | 0      | 0      | 0      |
| Conny Karlsson     | SWE  | 2000–2002                             | 63                     | 31                     | 13                     | 19                     | 90                     | 70                     | 49,21                  | 0      | 1      | 0      | 0      | 0      | 0      | 1      |
| Hasse Eklund       | SWE  | 2014                                  | 30                     | 10                     | 9                      | 11                     | 36                     | 45                     | 33,33                  | 0      | 0      | 0      | 0      | 0      | 0      | 0      |
| Peter Swärdh       | SWE  | 2015–2017                             | 72                     | 22                     | 17                     | 33                     | 85                     | 103                    | 30,56                  | 0      | 0      | 0      | 0      | 0      | 0      | 0      |
| Magnus Pehrsson    | SWE  | 2019                                  | 29                     | 4                      | 11                     | 14                     | 22                     | 44                     | 13,79                  | 0      | 0      | 0      | 0      | 0      | 0      | 0      |
| Jens Nilsson       | SWE  | 2019                                  | 1                      | 0                      | 0                      | 1                      | 0                      | 3                      | 00,00                  | 0      | 0      | 0      | 0      | 0      | 0      | 0      |
| Henrik Rydström    | SWE  | 2018, 2021–2022                       | 75                     | 31                     | 19                     | 25                     | 93                     | 85                     | 41,33                  | 0      | 0      | 0      | 0      | 0      | 0      | 0      |
| Henrik Jensen      | DEN  | 2023–2024                             |                        |                        |                        |                        | —                      |                        |                        |        |        |        |        |        |        |        |
| Stefan Larsson     | SWE  | 2024                                  |                        |                        |                        |                        | —                      |                        |                        |        |        |        |        |        |        |        |
| Toni Koskela       | FIN  | 2025–                                 |                        |                        |                        |                        | —                      |                        |                        |        |        |        |        |        |        |        |

## Styrelse
Senast uppdaterad 3 september 2024.
| Namn                    | Roll       |
| ----------------------- | ---------- |
| Anders Henriksson       | Ordförande |
| Joachim Lantz           | Ledamot    |
| Karin Ekebjär           | Ledamot    |
| Thomas Johansson        | Ledamot    |
| Per Stephani            | Ledamot    |
| Martin Bergvall Nilsson | Ledamot    |
| Lotta Petersson         | Ledamot    |
| Andreas Öhlin           | Ledamot    |

## Meriter
- Svenska mästare:
  - SM-guld (1): 2008
- Allsvenskan (1925–):
  - Serieetta (1): 2008
  - Serietvåa (2), stora silvret: 1985, 2007 (1985 förlorade KFF sedan mot blivande mästarna Örgryte i SM-slutspelets semifinal)
  - Serietrea (2), lilla silvret: 1977, 2005
  - Seriefyra (4), brons: 1978, 2009, 2013, 2022
- Svenska cupen:
  - Vinnare (3): 1980/81, 1986/87, 2007
  - Andra plats (3): 1977/78, 2008, 2011
- Svenska Supercupen:
  - Vinnare (1): 2009
  - Andra plats (1): 2008
- Royal League (2004–):
  - Kvalificeringar (1): 2005–06
- Distriktsmästerskap
  - Vinnare (14): 1916, 1918, 1920, 1922, 1930, 1933, 1948, 1958, 1959, 1978, 1979, 1980, 1981 och 1982. [50]

## Statistik och rekord
Allsvenska rekord
- Snabbaste målskytt från matchstart: 5,9 sekunder, Daniel Mendes hemma på Fredriksskans mot Helsingborgs IF den 16 maj 2010, 1-0.
- Yngsta målskytt: Filip Sachpekidis 16 år och 1 månad, 2013, hemma på Guldfågeln Arena mot Syrianska FC den 3 augusti 2013, 1-0.
- Yngsta debuterande målskytt: Filip Sachpekidis, 16 år och 1 månad, hemma på Guldfågeln Arena mot Syrianska FC 1-0 den 3 augusti 2013, 1-0.
- Yngsta målvakt: John Håkansson, 16 år och 5 månader, hemma mot Djurgårdens IF på Guldfågeln Arena den 21 september 2014, 0-4.
- Längst sejour som tränare för ett lag i allsvenskan: Nanne Bergstrand: 2004-2013, 10 säsonger i svit.
- Flest säsonger i allsvenskan som tränare med samma lag: Nanne Bergstrand: 1999, 2004-2013, 2017-2018, 2020 – 14 säsonger totalt.

Superettanrekord
- Flest poäng under en säsong: 69 poäng säsongen 2001, 21 vinster 6 lika och 3 förluster.
- Bäst målskillnad under en säsong: +49, säsongen 2001.
- Flest gjorda mål av ett lag under en säsong: 68, säsongen 2001.

Föreningsrekord 
- Största vinst 17-0 mot Alstermo IF 1940-09-22
- Största förlust 2-9 mot IFK Sundsvall 1976-06-20
- Största allsvenska vinst 7-0 mot Assyriska SK 2005-09-18
- Största allsvenska förlust 2-9 mot IFK Sundsvall 1976-06-20
- Bäst målsnitt gjorda mål/match Säsongen 1921 5.5 mål per match
- Lägst målsnitt insläppta mål/match Säsongen 1997 0.5 mål per match
- Bäst målsnitt gjorda mål allsvenskan 2.5 mål/match säsongen 2008
- Lägst målsnitt insläppta mål allsvenskan 0.69 mål per match säsongen 2005
- Flest insläppta mål en allsvensk säsong 54, Säsongen 1950/51
- Högst målsnitt insläppta mål/match 2.46 per match Allsvenskan 1950/51
- Längst hållen nolla Tony Ström 12 timmar och 58 minuter  Omgång 1-9 Div II Södra 1975
- Störst publiksiffra 50 000 åskådare i Medan, Indonesien i november 1954
- Störst publiksiffra i Sverige: 45 951 åskådare mot IFK Göteborg borta i Div II 1975-06-11, 0-1.
- Störst publiksiffra hemmaplan: 15 243 i Allsvenskan mot Malmö FF 1949-09-04, 1-2.
- Störst publiksiffra hemmaplan näst högsta serien: 13 023 mot IFK Göteborg 1975-08-07, 3-1.
- Störst publiksiffra nuvarande arena 11 991 hemma mot AIK 2018-11-11, 0-1.
- Bästa publiksnitt en hel säsong 10 789 på Fredriksskans säsongen 1953/54
- Bästa hemmasnitt en hel säsong på nuvarande arena 8094, säsongen 2011

Föreningsrekord Individuella 
- Flest matcher: 802 Henrik Rydström
- Flest allsvenska matcher: 330 Romario Pereira Sipiao
- Flest europamatcher: 26 Henrik Rydström
- Flest mål: 351 Sten-Åke ”Kalven” Johansson
- Flest allsvenska mål: 61 Johny Erlandsson
- Flest allsvenska mål på bortaplan: 22 Johny Erlandsson
- Flest allsvenska mål som inhoppare: 8 Abiola Dauda
- Flest allsvenska straffmål: 8 Stig Andreasson och César Santin
- Flest mål en allsvensk säsong 19 Patrik Ingelsten, 2008
- Flest mål en säsong: 77 Hjalmar Sivgård 1921
- Flest mål i en match: 8 mål av Göte Kolberg mot Alstermo IF 1940-09-22, 17-0
- Bäst målsnitt i allsvenskan (minst 10 mål gjorda): Bertil Rylander 0.65 mål per match, 24 mål på 37 matcher.
- Premiärmålskytt i allsvenskan Bertil Olsson mot IS Halmia 1949-08-14
- Flest landskamper: 12 Tony Persson
- Dyraste nyförvärv: Tobias Eriksson 3,1 miljoner från GIF Sundsvall 2009
- Flest gula kort i Allsvenskan: 48 st Emin Nouri
- Flest röda kort i Allsvenskan: 6 st Romário Pereira Sipião

## Tabeller och resultat

### Svenska Cupen
| Plats  | 12/13 | 13/14 | 14/15 | 15/16 | 16/17 | 17/18 | 18/19 | 19/20 | 20/21 | 21/22 | 22/23 |
| Seger  |       |       |       |       |       |       |       |       |       |       |       |
| Final  |       |       |       |       |       |       |       |       |       |       |       |
| Semi   |       |       |       |       |       |       |       |       |       |       |       |
| Kvart  |       |       |       |       |       |       |       |       |       |       |       |
| Grupp  |       |       |       |       |       |       |       |       |       |       |       |
| Omg. 2 |       |       |       |       |       |       |       |       |       |       |       |
| Omg. 1 |       |       |       |       |       |       |       |       |       |       |       |

| Seger  |
| Final  |
| Semi   |
| Kvart  |
| 8-del  |
| 16-del |
| Sämre  |

| Seger  |
| Final  |
| Semi   |
| Kvart  |
| 8-del  |
| 16-del |
| Sämre  |

### Kalmar FF i Europa
Hemmamatch visas i fet stil.
| Säsong    | Tävling               | Omgång           | Land          | Lag                        | Resultat | Åskådare    | Kalmars målskyttar |
| --------- | --------------------- | ---------------- | ------------- | -------------------------- | -------- | ----------- | --- |
| 1978/1979 | Cupvinnarcupen        | 1:a omgången     | Ungern        | Ferencvárosi TC            | 0-2, 2-2 | 25000, 2300 | Benno Magnusson, Kjell Nyberg                                                                                           |
| 1979/1980 | UEFA-cupen            | 1:a omgången     | Island        | IFK Keflavík               | 2-1, 0-1 | 1360, 800   | Thomas Sunesson, Roland Sandberg                                                                                        |
| 1981/1982 | Cupvinnarcupen        | 1:a omgången     | Schweiz       | FC Lausanne-Sport          | 1-2, 3-2 | 6400, 3654  | Benno Magnusson; Tony Persson, Ulf Nordenhem                                                                            |
| 1986/1987 | UEFA-cupen            | 1:a omgången     | Tyskland      | Bayer Leverkusen           | 1-2, 0-3 | 2000, 10000 | Peter Nilsson |
| 1987/1988 | Cupvinnarcupen        | 1:a omgången     | Island        | ÍA Akranes                 | 0-0, 1-0 | 2108, 1067  | Stefan Alexandersson |
| 1987/1988 | Cupvinnarcupen        | 2:a omgången     | Portugal      | Sporting Lissabon          | 1-0, 0-5 | 2070, 45000 | Torbjörn Arvidsson |
| 2006      | UEFA Intertoto Cup    | 1:a omgången     | Estland       | FC Narva-Trans             | 6-1, 2-0 |             | Lasse Johansson Ari da Silva Ferreira Cesar Santin Lasse Johansson Viktor Elm Fredrik Petersson                         |
| 2006      | UEFA Intertoto Cup    | 2:a omgången     | Finland       | Tampere United             | 2-1, 3-2 |             | Shpëtim Hasani, Tobias Carlsson, Shpëtim Hasani, Ibrahim Koroma                                                         |
| 2006      | UEFA Intertoto Cup    | 3:e omgången     | Nederländerna | FC Twente                  | 1-0, 1-3 | 2684, 11500 | Mikael Blomberg; Lasse Johansson                                                                                        |
| 2008/2009 | UEFA-cupen            | 1:a kvalomgången | Luxemburg     | Racing FC Union Luxembourg | 3-0, 7-1 | 420, 2034   | Abiola Dauda, Rasmus Elm, Rasmus Elm, Marcus Lindberg, Erik Israelsson, Abiola Dauda, Stefan Larsson, Daniel Sobralense |
| 2008/2009 | UEFA-cupen            | 2:a kvalomgången | Belgien       | KAA Gent                   | 1-2, 4-0 | 6597, 2600  | Patrik Ingelsten; Patrik Ingelsten                                                                                      |
| 2008/2009 | UEFA-cupen            | 3:a omgången     | Nederländerna | Feyenoord                  | 1-0, 1-2 | 22000, 8000 | Viktor Elm; Lasse Johansson                                                                                             |
| 2009/2010 | UEFA Champions League | 2:a kvalomgången | Ungern        | Debreceni VSC              | 0-2, 3-1 | 9000, 3866  | Rasmus Elm, Daniel Mendes, David Elm                                                                                    |
| 2010/2011 | UEFA Europa League    | 1:a kvalomgången | Färöarna      | EB/Streymur                | 1-0, 3-0 | 1082, 607   | Ricardo Santos; Erik Israelsson, Tobias Eriksson, Ricardo Santos                                                        |
| 2010/2011 | UEFA Europa League    | 2:a kvalomgången | Moldavien     | FC Dacia Chișinău          | 0-0, 2-0 | 1976, 6000  | Erik Israelsson, Daniel Sobralense                                                                                      |
| 2010/2011 | UEFA Europa League    | 3:e kvalomgången | Bulgarien     | Levski Sofia               | 1-1, 2-5 | 2489, 9470  | Abiola Dauda; Mattias Johansson, Tobias Eriksson                                                                        |
| 2012/2013 | UEFA Europa League    | 1:a kvalomgången | Nordirland    | Cliftonville FC            | 0-1, 4-0 | 1106, 3824  | Erik Israelsson, Nenad Djordjevic, Abiola Dauda, Etrit Berisha                                                          |
| 2012/2013 | UEFA Europa League    | 2:a kvalomgången | Kroatien      | NK Osijek                  | 3-1, 3-0 | 2655, 4653  | Daniel Mendes, Abiola Dauda, Archford Gutu; Abiola Dauda, Emin Nouri                                                    |
| 2012/2013 | UEFA Europa League    | 3:a omgången     | Schweiz       | BSC Young Boys             | 1-0, 0-3 | 3681, 10124 | Sebastian Andersson |

## Spelardräkt, färger och emblem
Spelardräkten har ändrat färger och utseende flera gånger under historiens gång. Från grundandet 1910 var den grönrödrandig. 1915 ändrades den till röd tröja och svarta byxor. Efter 1927 rödvitrandig tröja och röda byxor. 1934-35 återgick man till den helröda tröjan och de svarta byxorna. 1940 blev det rödvitrandig tröja och röda byxor på nytt. Helröd tröja och vita byxor, som i dag, hade KFF första gången 1944. 1952-56 hade man som oräkneliga andra svenska klubbar den för den tiden populära Arsenaldräkten röd tröja med vita ärmar.
| Säsong    | Tillverkare | Tröjsponsor                      |  |
| --------- | ----------- | -------------------------------- |  |
| 1977–80   | Adidas      | –                                |  |
| 1980–88   | Adidas      | Kalmar Verkstad                  |  |
| 1989–92   | Adidas      | Sparbanken                       |  |
| 1993–94   | Adidas      | RIFA, Sparbanken                 |  |
| 1995      | Umbro       | RIFA, Sparbanken                 |  |
| 1996–1997 | Umbro       | Sparbanken                       |  |
| 1998–2005 | Puma        | Flextronics, Föreningssparbanken |  |
| 2006      | Puma        | antilop.se, Föreningssparbanken  |  |
| 2007–2009 | Puma        | Audio Video, SAS                 |  |
| 2010–2011 | Puma        | Audio Video                      |  |
| 2012–2015 | Puma        | Hjältevadshus                    |  |
| 2016–2019 | Hummel      | Hjältevadshus                    |  |
| 2020-2025 | Select      |                                  |  |
|           |             |                                  |  |

### Föreningsmärke
Det ursprungliga klubbmärket från 1910 – använt av ursprungsföreningen IF Göta – avbildar Kalmar slott mot blå bakgrund. Från 1912 användes i stället en silversköld med inskriptionen I.F.G. 15/6 1910. Föreningens nuvarande emblem består av en röd dekal mot vit bakgrund med texten Kalmar FF i guld, omgiven av en lagerkrans, också den i guld. Den heraldiska utformningen av märket har varit i stort sett densamma sedan 1918, även om detaljerna skiftat över årens lopp, till exempel användes tidigare en vit dekal mot röd bakgrund istället för tvärtom.

## Smeknamn
Lokalt kallas Kalmar FF ofta kort och gott för "FF". Detta i kontrast till tidigare lokalrivalen Kalmar AIK, benämnd "Klubben". Föreningen själv och dess anhängare använder som slogan också epitetet "Smålands stolthet", vilket sedan 2013 är en varumärkesskyddad fras registrerad hos Patent- och registreringsverket som tillhörande Kalmar FF.